# Kieferfische
Die Familie der Kieferfische (Opistognathidae), auch Brunnenbauer genannt, gehört zur Gruppe der Barschverwandten (Percomorphaceae) und umfasst vier Gattungen mit etwa 100 Arten. Die Fische erhielten ihre deutschen Namen wegen ihrer großen Mäuler beziehungsweise wegen ihrer senkrechten Wohngänge im Meeresboden.

## Merkmale
Es sind großköpfige und großmäulige Fische mit einem seitlich abgeflachten, langgestreckten, mit kleinen Cycloidschuppen bedeckten Körper von weißer, grauer oder schmutziggelber Farbe. Die Kopfseiten sind normalerweise schuppenlos. Das Maul ist groß, bei einigen Arten reicht das Maxillare fast bis zum Kiemendeckel. Der Kopf ist schuppenlos mit steiler Stirn, die großen, ovalen Augen sitzen weit vorn. Entlang der Kieferrandes befindet sich eine Reihe kleiner Zähne, eine oder mehrere weitere können sich weiter hinten befinden. Das Gaumenbein ist zahnlos. Die Rückenflosse reicht vom Nacken bis zum Schwanzflossenansatz und hat neun bis zwölf meist flexible Flossenstachel und 12 bis 22 segmentierte Weichstrahlen. Zwischen hart- und weichstrahligem Teil findet sich oft eine leichte Einbuchtung. Auch die Afterflosse ist lang, mit zwei bis drei schlanken Stacheln und 10 bis 21 segmentierten Strahlen. Die Bauchflossen stehen vor den Brustflossen und haben einen Stachel und fünf segmentierte Weichstrahlen. Die inneren drei sind schwach, klein und verzweigt, die äußeren zwei unverzweigt und stärker. Die Schwanzflosse ist abgerundet und wird von 12 bis 14 verzweigten Flossenstrahlen gestützt. Die Seitenlinie liegt hoch, direkt unter der Rückenflosse, ist unvollständig und endet unterhalb der Mitte der Rückenflosse. Brunnenbauer werden drei bis fünfzig Zentimeter lang. Die meisten Arten bleiben unter einer Länge von zwölf Zentimeter. Die Arten der Gattung Stalix werden nur 2,2 bis 6 Zentimeter lang. Bei der Körperfarbe sind meist verschiedene Brauntöne vorherrschend. Unter dem hartstrahligen Teil der Rückenflosse findet sich oft ein schwarzer Fleck.

## Verbreitung
Kieferfische kommen im tropischen Atlantik und im Indopazifik, besonders artenreich im Golf von Kalifornien und an der Pazifikküste Mittelamerikas von Mexiko bis Panama vor. 

## Verhalten

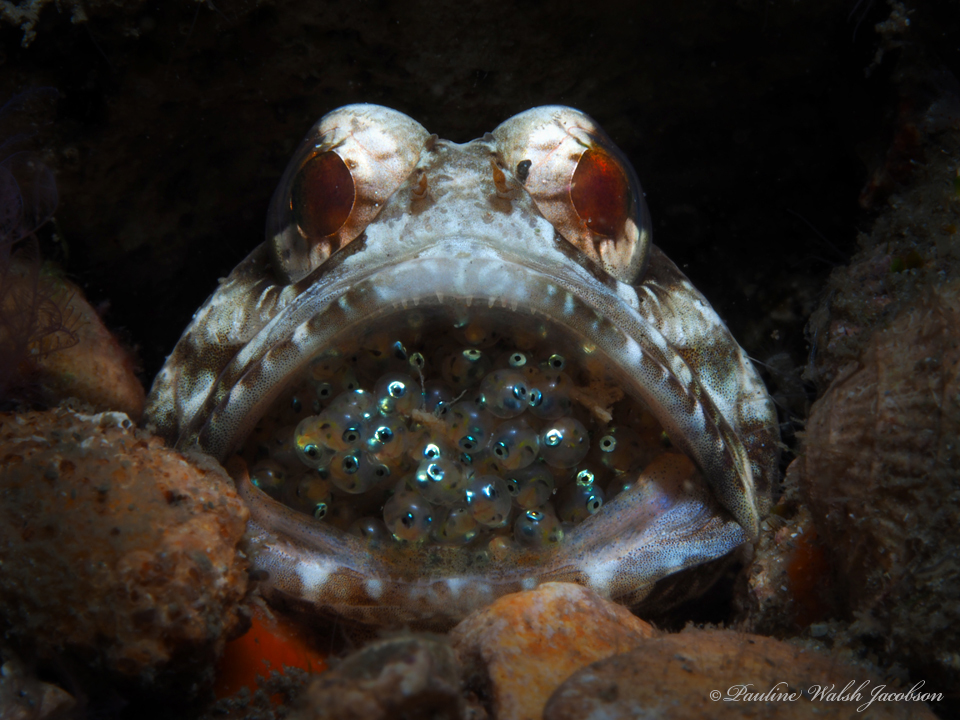
Maulbrütender Opistognathus macrognathus

Kieferfische leben in flachem Wasser, meist nicht tiefer als 30 Meter, auf offenen Sand- oder Geröllböden, in denen sie ihre senkrechten Wohngänge bauen. Einige Arten wurden auch in Tiefen bis 200 Metern gefangen. Die Innenwände der Höhlen werden mit Hilfe von Steinen, Korallenstückchen, Muschelschalen oder anderem befestigt. Die meisten Arten leben oft in kleinen Kolonien in Kleinrevieren, einige andere sind Einzelgänger. Die Höhlen werden nur auf kurzen Distanzen verlassen, um Nahrung aufzuschnappen oder um das Revier zu verteidigen. Der übrigen Tag verharren die Fische, mit dem Kopf hinausschauend im Bau. Von einem potentiellen Beutegreifer bedroht verschwinden sie mit dem Schwanz voran in ihren Bau. Alle Kieferfische sind protogyne Zwitter, die im Laufe ihres Lebens ihr Geschlecht vom Weibchen zum Männchen wandeln. Zur Paarung lockt das Männchen ein Weibchen in seine Röhre. Bei allen Kieferfischen sind die Männchen Maulbrüter. Beim am besten erforschten und schon in Aquarien nachgezüchteten Goldstirn-Brunnenbauer schlüpfen die Jungfische nach acht bis neun Tagen. Die in einem Klumpen mit Filamenten aneinander haftenden Eier werden abgelegt, um die Wohnröhre auszubessern und um zu fressen. Kieferfische ernähren sich von Zooplankton und Fischbrut, die sie wenige Zentimeter über ihrer Röhre freischwimmend erbeuten.

## Systematik
Kieferfische sind nah mit den Schildfischen (Gobiesocidae) und den Schleimfischartigen (Blennioidei) verwandt und bilden mit beiden Taxa in der jüngsten Revision der Knochenfischsystematik die Überordnung der Blenniimorphae.

## Gattungen und Arten
Es gibt etwa 100 beschriebene und viele unbeschriebene Arten in vier Gattungen:
- Anoptoplacus Smith-Vaniz, 2017

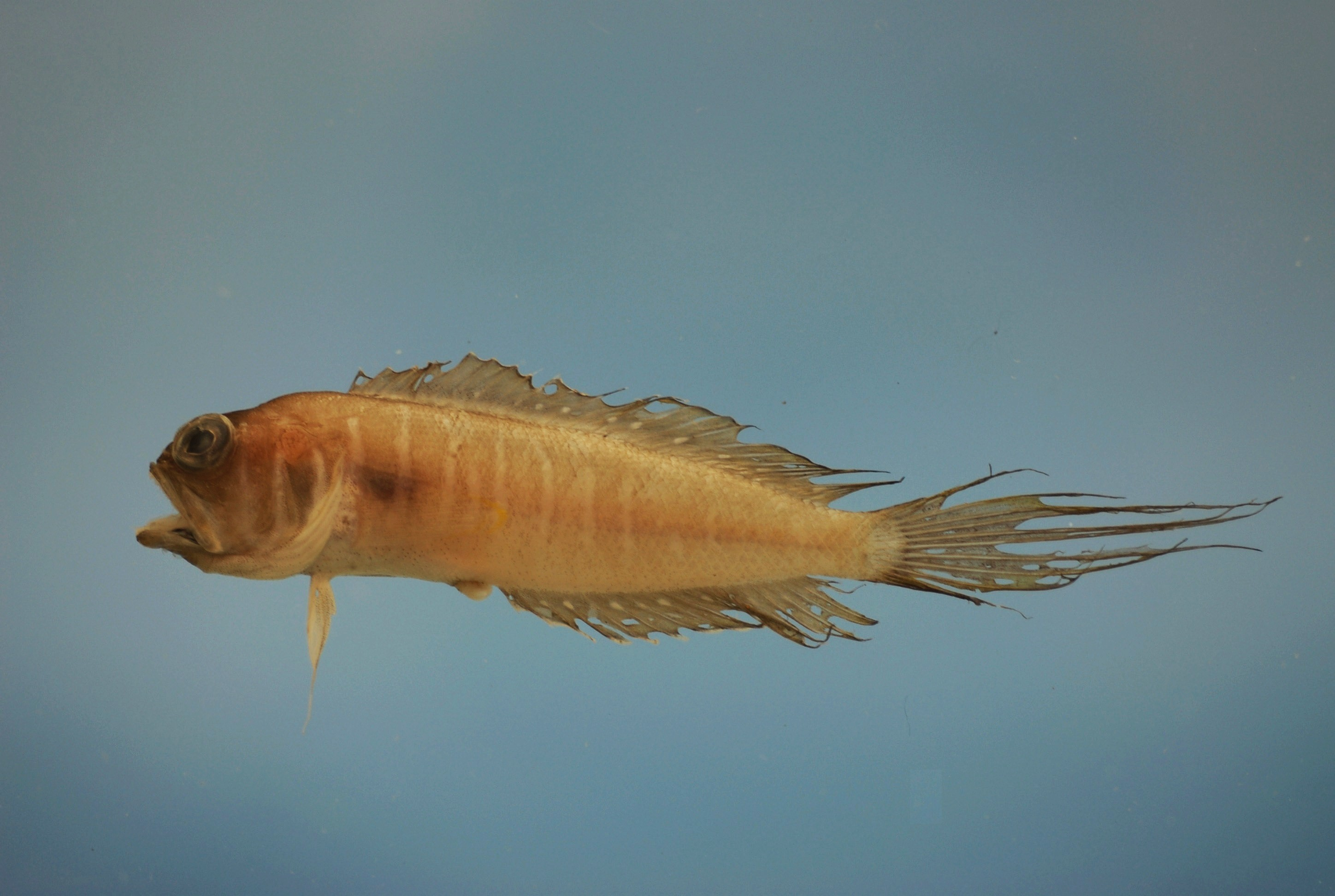
Lonchopisthus micrognathus, gefangen im Golf von Mexiko

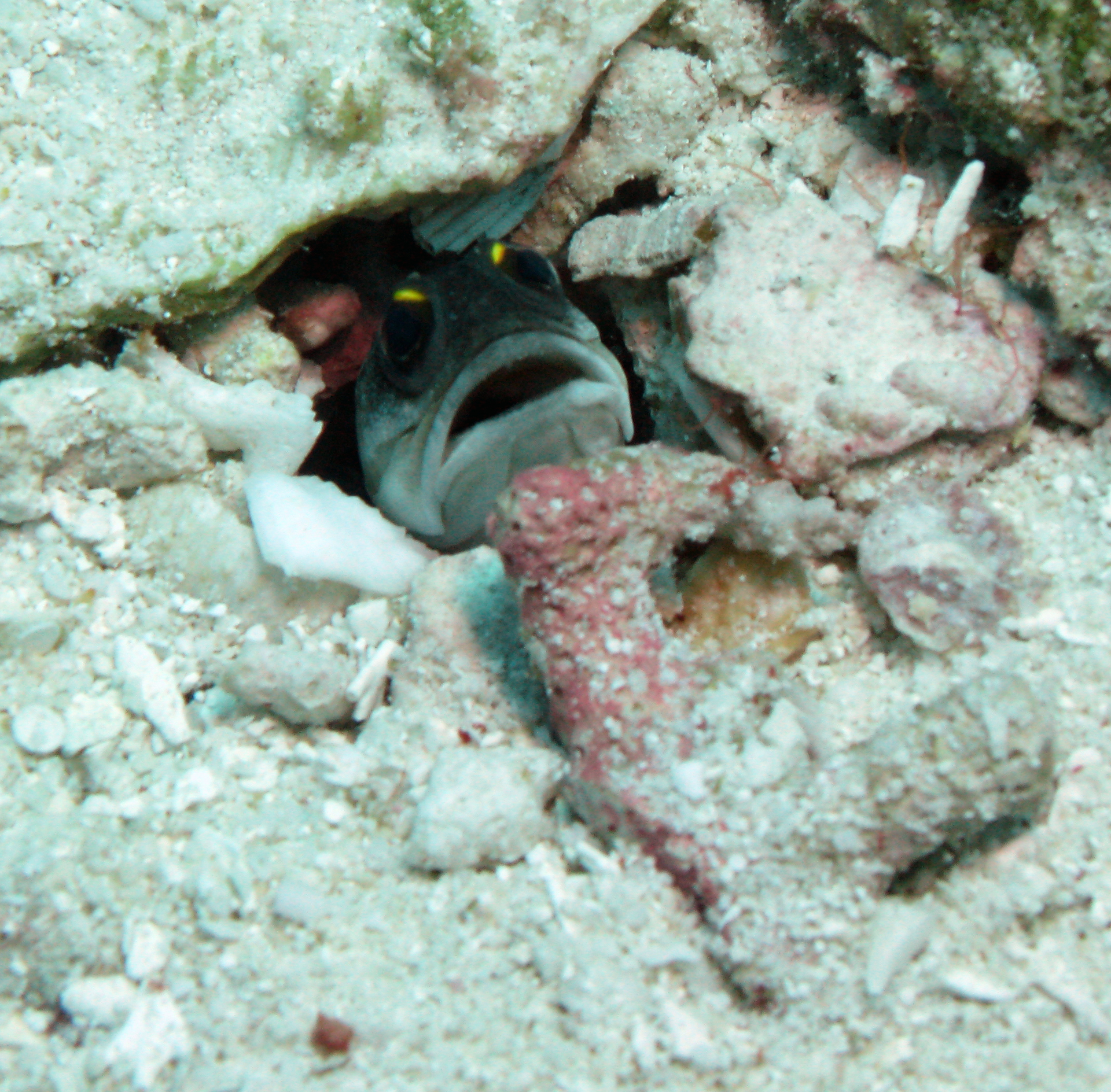
Der indopazifische Augenring-Brunnenbauer schaut aus seiner Wohnröhre.

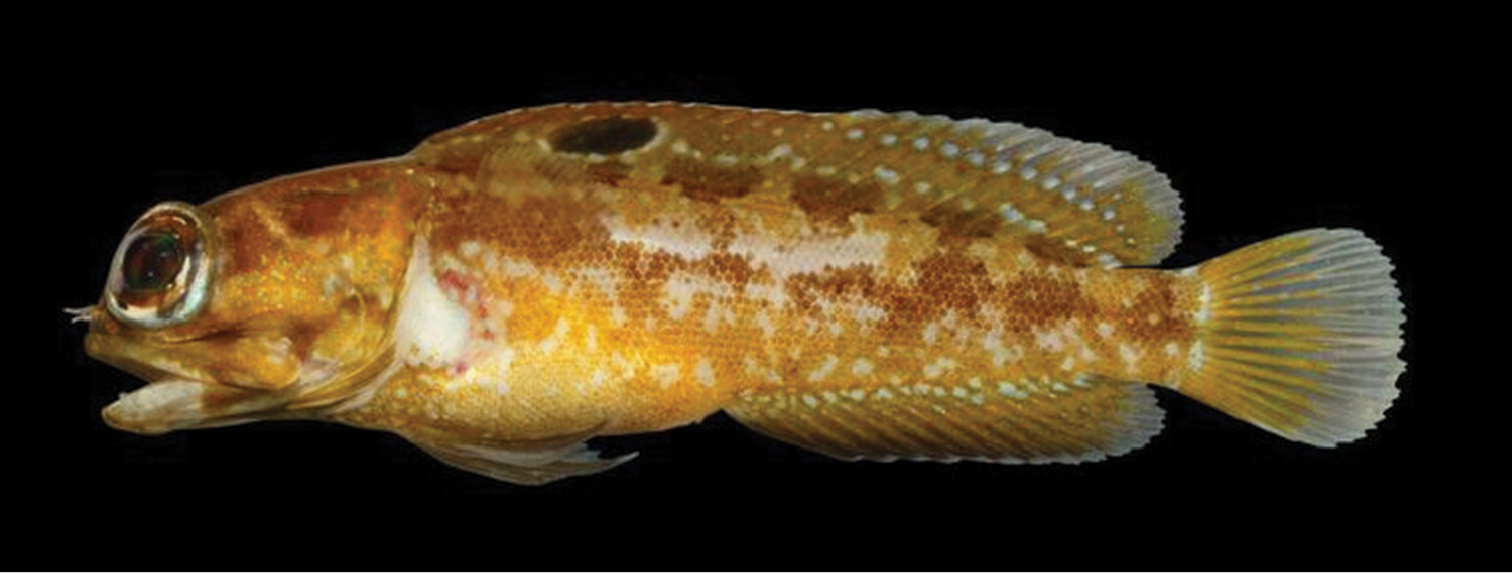
Opistognathus brasiliensis

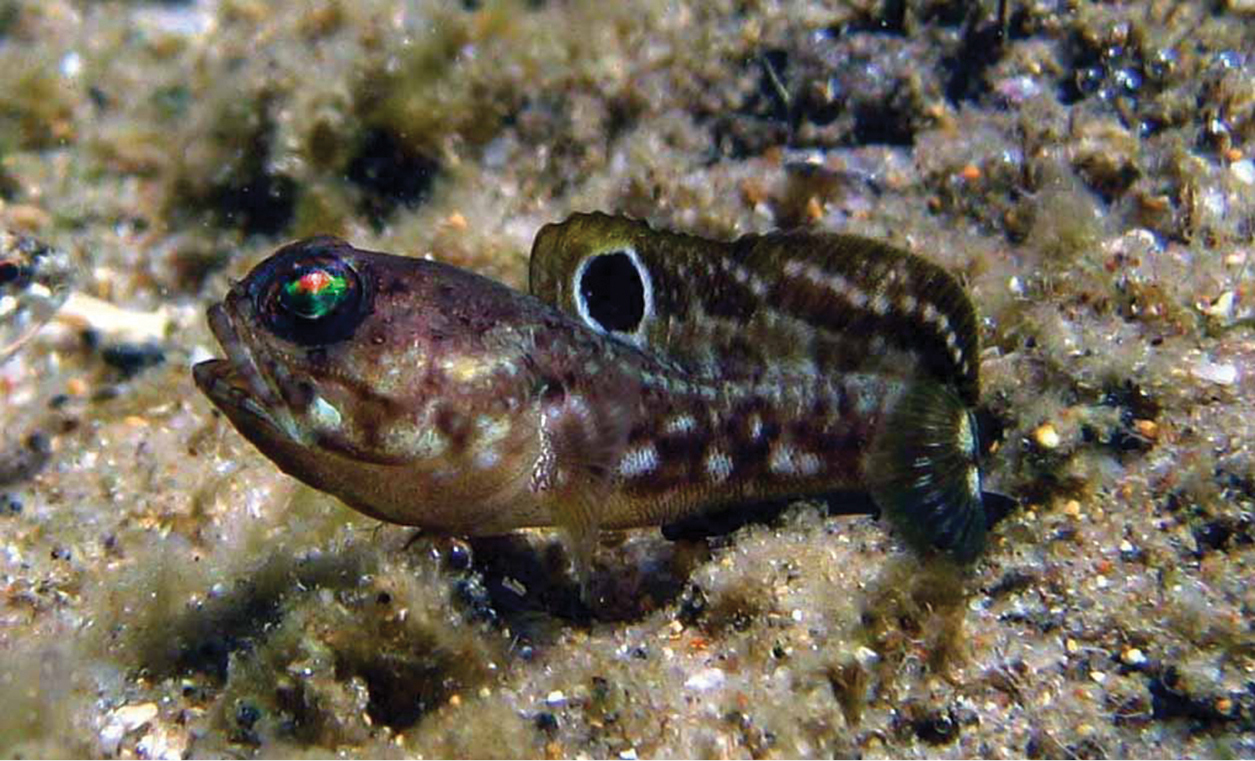
Opistognathus cuvierii

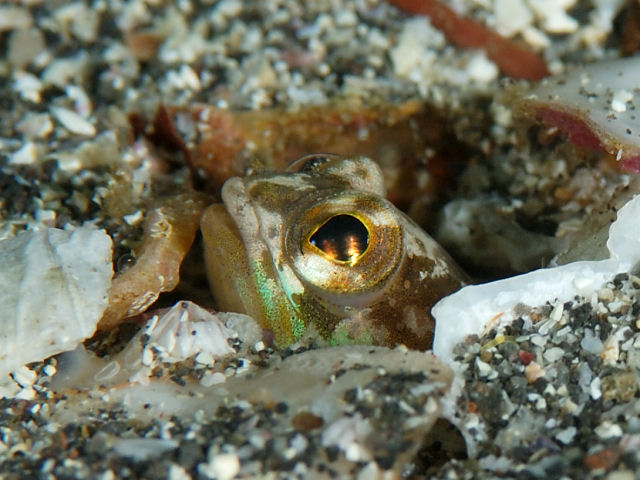
Opistognathus iyonis

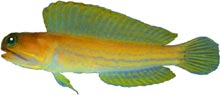
Opistognathus lonchurus

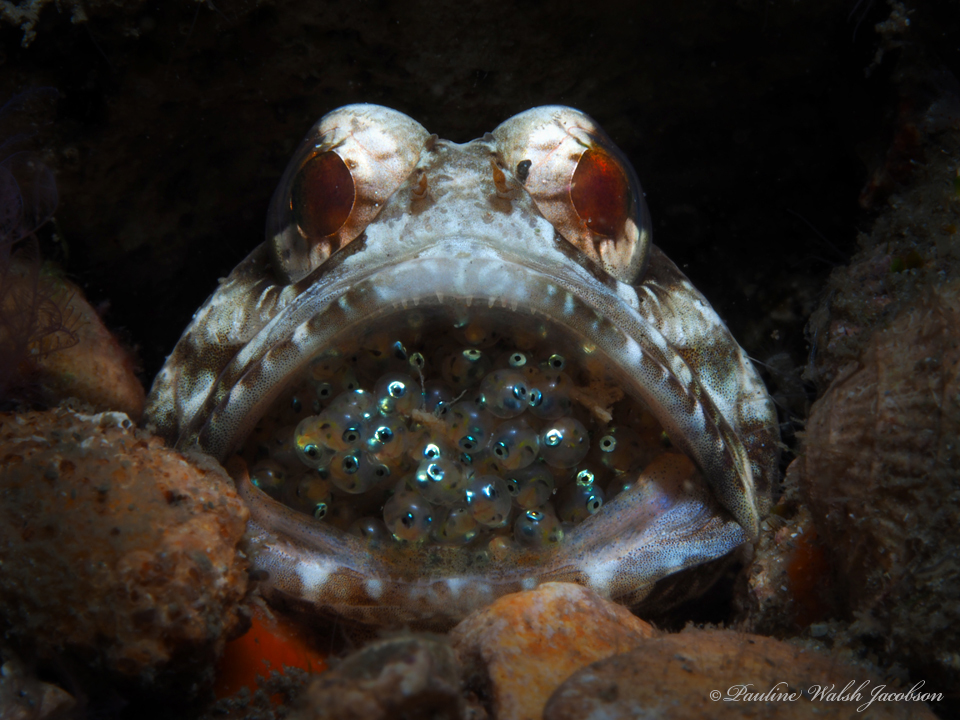
Maulbrütender Opistognathus macrognathus

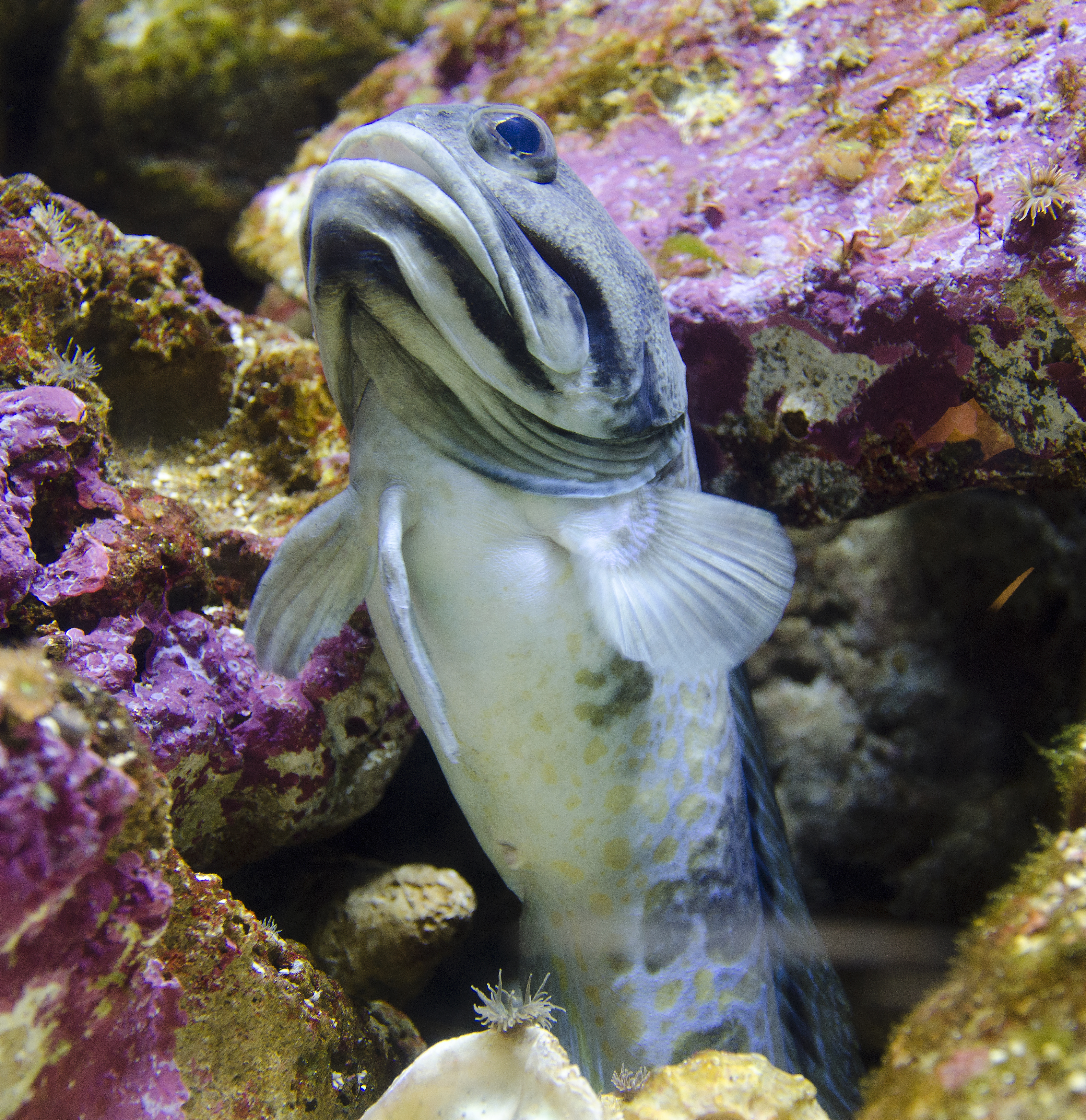
Muscat-Brunnenbauer (Opistognathus muscatensis)

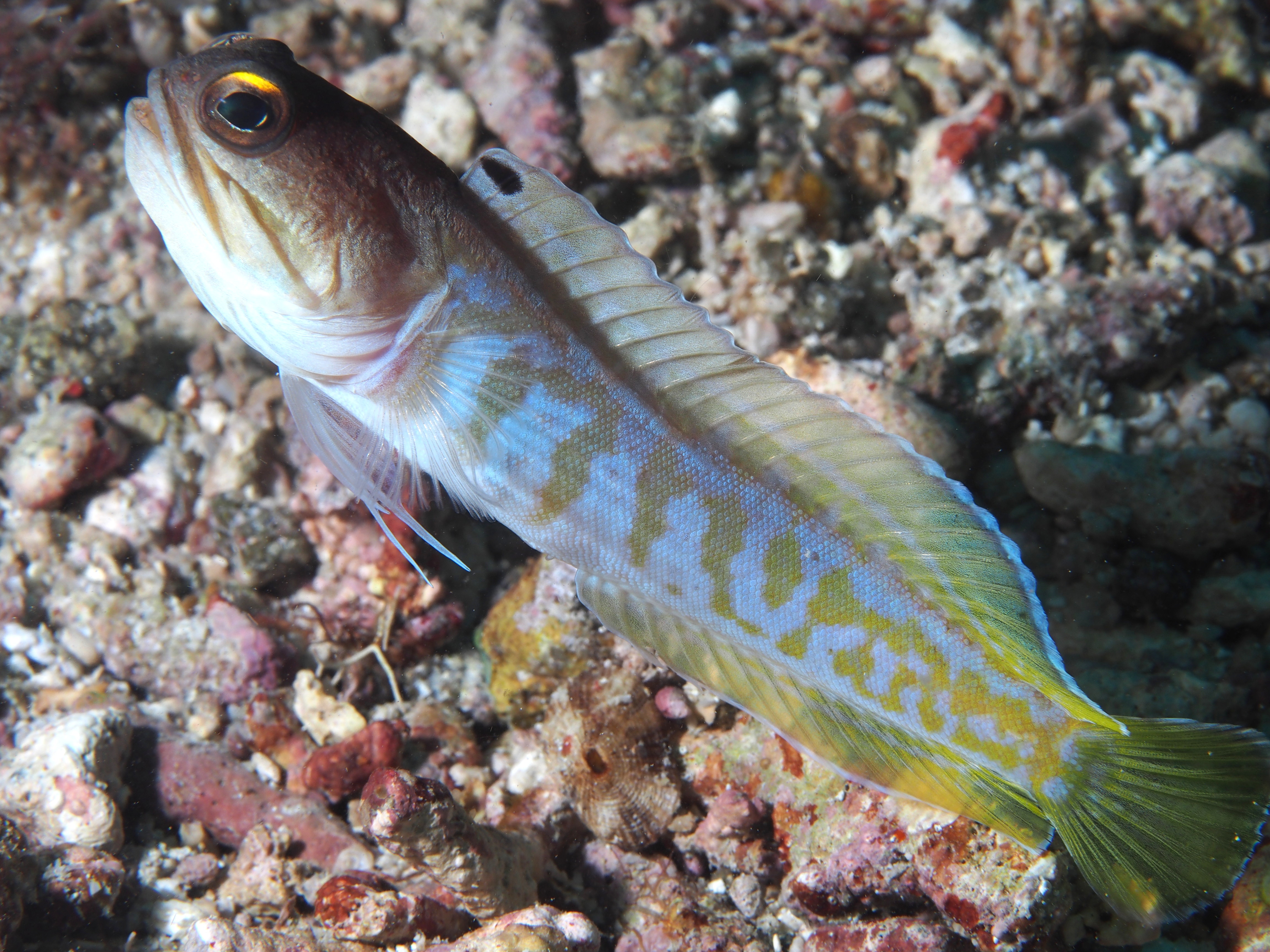
Opistognathus randalli

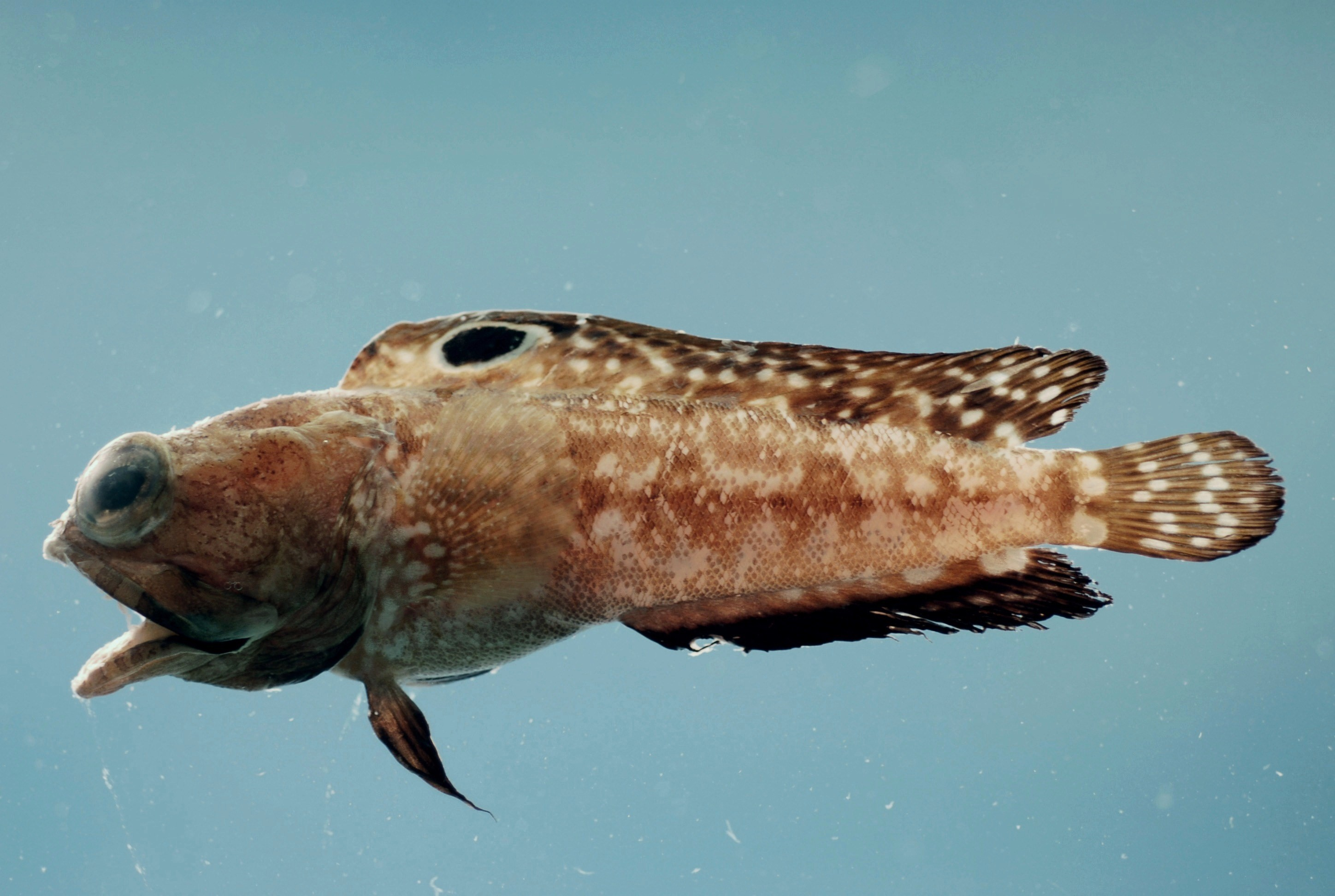
Opistognathus robinsi, gefangen im Golf von Mexiko.

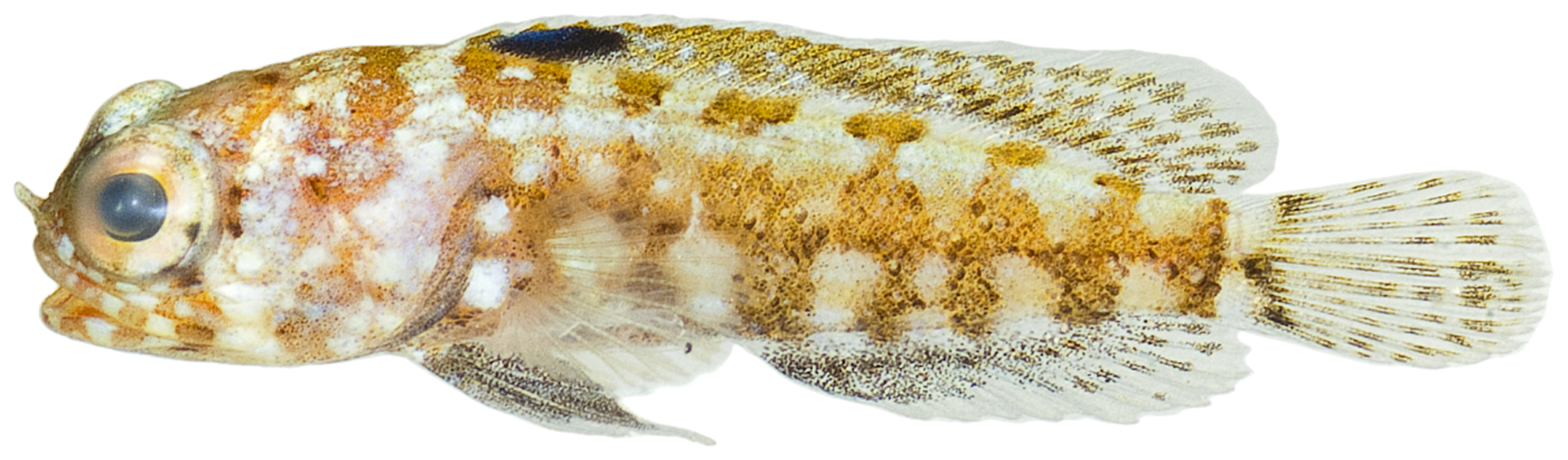
Opistognathus whitehursti, gefangen bei den Niederländischen Antillen.

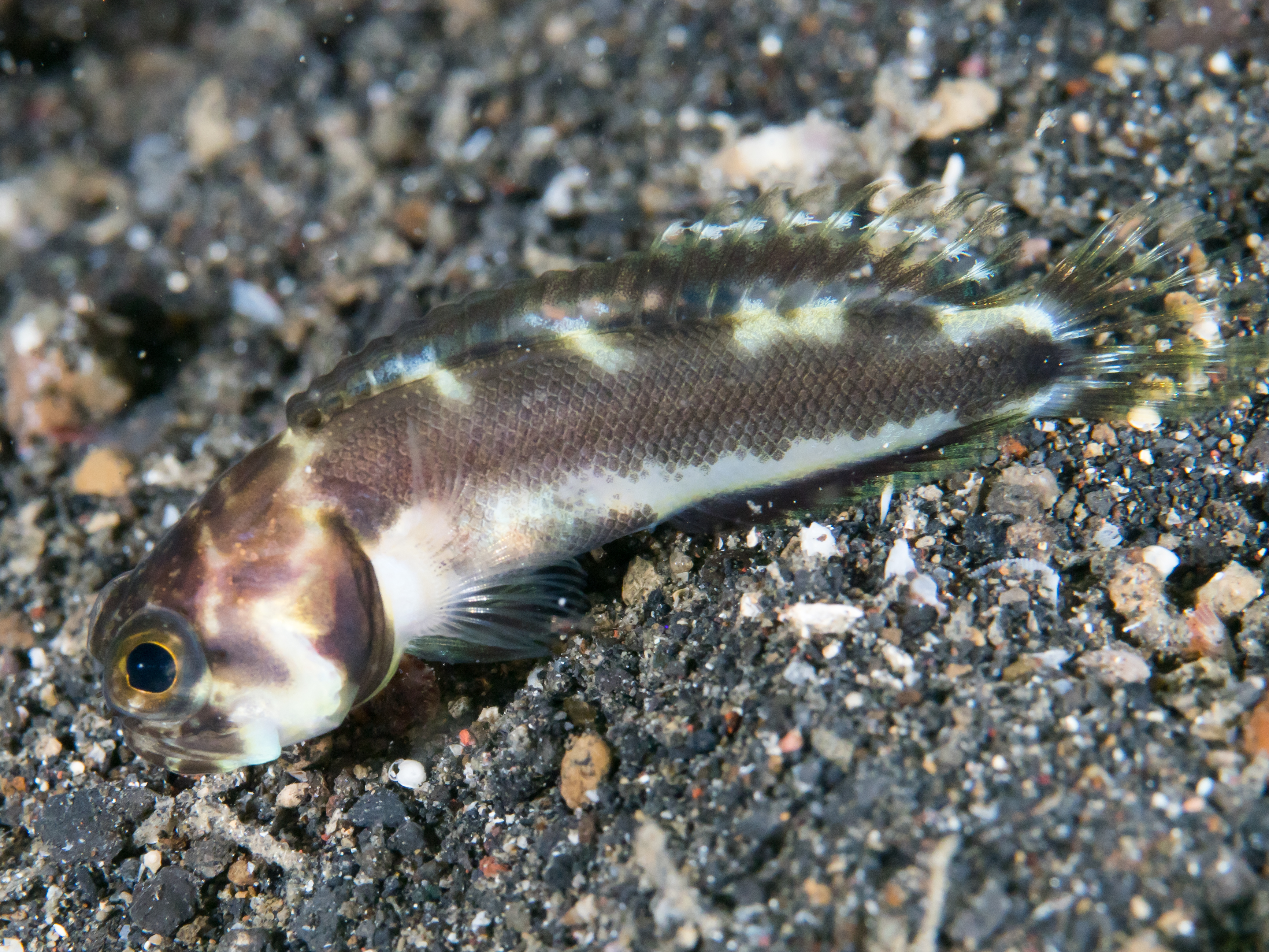
Stalix histrio

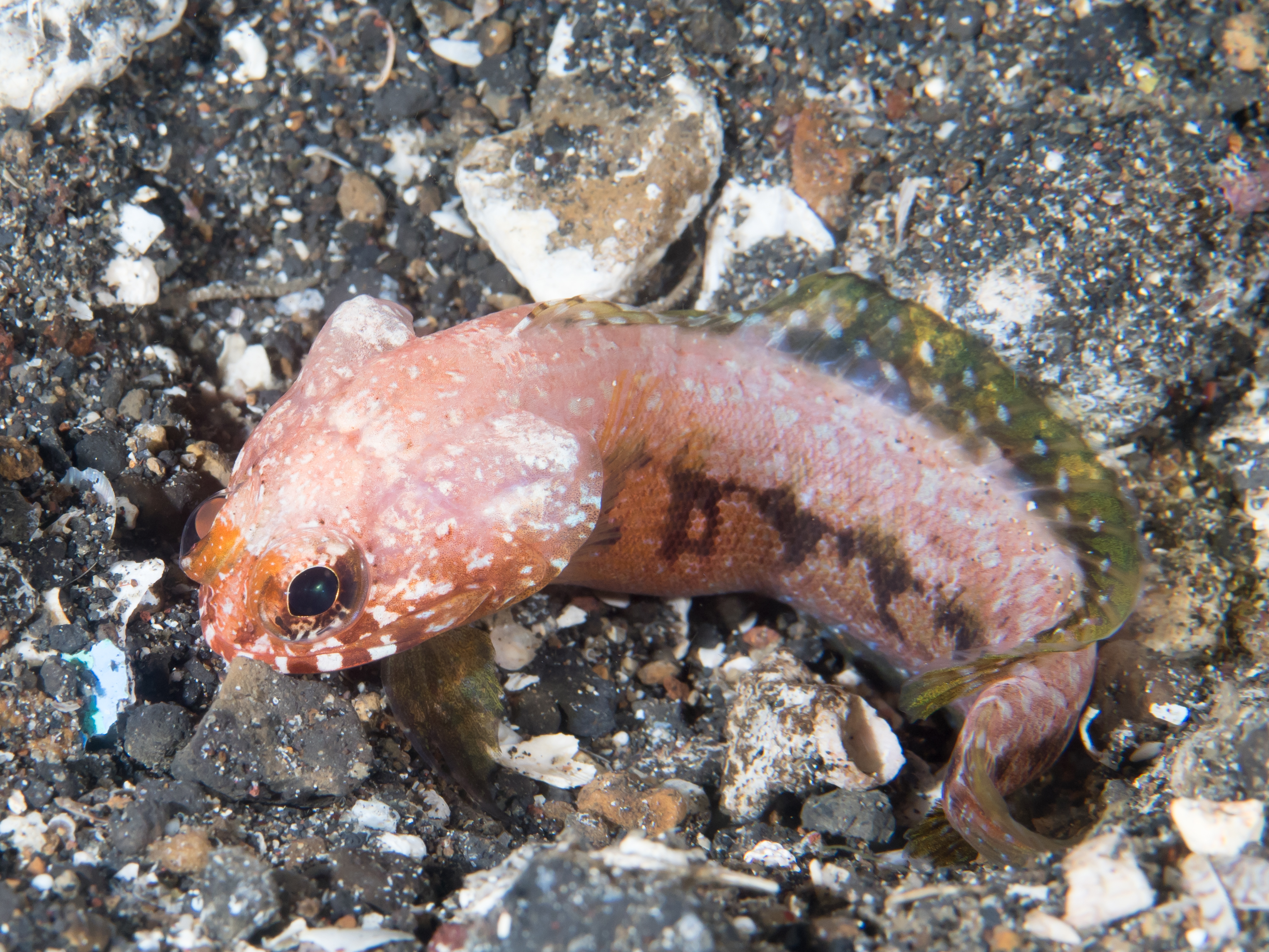
Stalix sp.

  - Anoptoplacus pygmaeus Smith-Vaniz, 2017
- Lonchopisthus Gill, 1862
  - Lonchopisthus ancistrus Smith-Vaniz & Walsh, 2017
  - Lonchopisthus higmani Mead, 1959
  - Lonchopisthus lemur (Myers, 1935)
  - Lonchopisthus micrognathus (Poey, 1860)
  - Lonchopisthus sinuscalifornicus Castro-Aguirre & Villavicencio-Garayzar, 1988
- Opistognathus Cuvier, 1816
  - Opistognathus adelus Smith-Vaniz, 2010
  - Opistognathus afer Smith-Vaniz, 2010
  - Opistognathus albicaudatus Smith-Vaniz, 2011
  - Opistognathus albomaculatus Smith-Vaniz, 2023
  - Opistognathus alleni Smith-Vaniz, 2004
  - Opistognathus asper Smith-Vaniz, 2023
  - Goldstirn-Brunnenbauer (Opistognathus aurifrons (Jordan & Thompson, 1905))
  - Opistognathus aurolineatus Smith-Vaniz, 2023
  - Opistognathus bathyphilus Smith-Vaniz, 2023
  - Opistognathus biporus Smith-Vaniz, 2023
  - Opistognathus brasiliensis Smith-Vaniz, 1997
  - Opistognathus brochus Bussing & Lavenberg, 2003
  - Opistognathus castelnaui Bleeker, 1860
  - Opistognathus challenger Smith-Vaniz, 2023
  - Opistognathus crassus Smith-Vaniz, 2010
  - Opistognathus cuvierii Valenciennes, 1836
  - Opistognathus cyanospilotus Smith-Vaniz, 2009
  - Opistognathus darwiniensis (Macleay, 1878)
  - Opistognathus decorus Smith-Vaniz & Yoshino, 1985
  - Dickkopf-Brunnenbauer (Opistognathus dendriticus (Jordan & Richardson, 1908))
  - Opistognathus dipharus Smith-Vaniz, 2010
  - Opistognathus elizabethensis Smith-Vaniz, 2004
  - Opistognathus ensiferus Smith-Vaniz, 2016
  - Opistognathus erdmanni Smith-Vaniz, 2023
  - Opistognathus evermanni (Jordan & Snyder, 1902)
  - Opistognathus eximius (Ogilby, 1908)
  - Opistognathus fenmutis Acero P. & Franke, 1993
  - Opistognathus flavidus Smith-Vaniz, 2023
  - Opistognathus fossoris Bussing & Lavenberg, 2003
  - Opistognathus galapagensis Allen & Robertson, 1991
  - Opistognathus gilberti Böhlke, 1967
  - Opistognathus helvolus Smith-Vaniz, 2023
  - Opistognathus hongkongiensis (Chan, 1968)
  - Opistognathus hopkinsi (Jordan & Snyder, 1902)
  - Opistognathus hyalinus Smith-Vaniz, 2023
  - Opistognathus inornatus (Ramsay & Ogilby, 1887)
  - Opistognathus iyonis (Jordan & Thompson, 1913)
  - Marmor-Kieferfisch (Opistognathus jacksoniensis (Macleay, 1881))
  - Gepunkteter Kieferfisch (Opistognathus latitabundus (Whitley, 1937))
  - Opistognathus leprocarus Smith-Vaniz, 1997
  - Opistognathus liturus Smith-Vaniz & Yoshino, 1985
  - Opistognathus lonchurus (Jordan & Gilbert, 1882)
  - Opistognathus longinaris Smith-Vaniz, 2010
  - Gebänderter Kieferfisch (Opistognathus macrognathus (Poey, 1860))
  - Opistognathus macrolepis (Peters, 1866)
  - Opistognathus margaretae Smith-Vaniz, 1984
  - Opistognathus maxillosus (Poey, 1860)
  - Opistognathus megalepis Smith-Vaniz, 1972
  - Opistognathus megalops Smith-Vaniz, 2023
  - Opistognathus melachasme Smith-Vaniz, 1972
  - Opistognathus mexicanus Allen & Robertson, 1991
  - Opistognathus microspilus Smith-Vaniz, 2023
  - Muscat-Brunnenbauer (Opistognathus muscatensis (Boulenger, 1887))
  - Opistognathus nigripinnis Smith-Vaniz, 2023
  - Opistognathus nigromarginatus Rüppell, 1830
  - Opistognathus nothus Smith-Vaniz, 1997
  - Opistognathus panamaensis Allen & Robertson, 1991
  - Opistognathus parvus Smith-Vaniz, 2023
  - Papua-Brunnenbauer (Opistognathus papuensis (Bleeker, 1868))
  - Opistognathus pardus Smith-Vaniz, Bineesh & Akhilesh, 2012
  - Opistognathus pholeter Smith-Vaniz, 2023
  - Feingepunkteter Kieferfisch (Opistognathus punctatus (Peters, 1869))
  - Opistognathus randalli Smith-Vaniz, 2009
  - Opistognathus reticeps Smith-Vaniz, 2004
  - Opistognathus reticulatus (McKay, 1969)
  - Opistognathus rhomaleus (Jordan & Gilbert, 1882)
  - Opistognathus robinsi Smith-Vaniz, 1997
  - Opistognathus rosenbergii Bleeker, 1857
  - Blaupunkt-Kieferfisch (Opistognathus rosenblatti Allen & Robertson, 1991)
  - Opistognathus rufilineatus Smith-Vaniz & Allen, 2007
  - Opistognathus schrieri Smith-Vaniz, 2017
  - Bullaugen-Kieferfisch (Opistognathus scops (Jenkins & Evermann, 1889))
  - Opistognathus seminudus Smith-Vaniz, 2004
  - Opistognathus signatus Smith-Vaniz, 1997
  - Opistognathus simus Smith-Vaniz, 2010
  - Opistognathus smithvanizi Bussing & Lavenberg, 2003
  - Opistognathus solorensis Bleeker, 1853
  - Opistognathus stigmosus Smith-Vaniz, 2004
  - Opistognathus thionyi Smith-Vaniz et al., 2018
  - Opistognathus trimaculatus Hiramatsu & Endo, 2013
  - Opistognathus triops Smith-Vaniz, 2023
  - Opistognathus variabilis Smith-Vaniz, 2009
  - Opistognathus verecundus Smith-Vaniz, 2004
  - Opistognathus vicinus Smith-Vaniz et al., 2018
  - Opistognathus vigilax Smith-Vaniz, 2023
  - Opistognathus walkeri Bussing & Lavenberg, 2003
  - Opistognathus wassi Smith-Vaniz, 2023
  - Opistognathus whitehursti (Longley, 1927)
- Stalix Jordan & Snyder, 1902
  - Stalix davidsheni Klausewitz, 1985
  - Stalix dicra Smith-Vaniz, 1989
  - Stalix eremia Smith-Vaniz, 1989
  - Stalix flavida Smith-Vaniz, 1989
  - Stalix histrio Jordan & Snyder, 1902
  - Stalix immaculata Xu & Zhan, 1980
  - Stalix moenensis (Popta, 1922)
  - Stalix novikovi Prokofiev, 2015
  - Stalix omanensis Norman, 1939
  - Stalix sheni Smith-Vaniz, 1989
  - Stalix toyoshio Shinohara, 1999
  - Stalix versluysi (Weber, 1913)

## Aquarienhaltung
Einige Kieferfischarten, besonders der Goldstirn-Brunnenbauer aus der Karibik, werden in Meerwasseraquarien gehalten. Sie benötigen hohe (mehr als 10 Zentimeter), nicht zu feine Bodengründe, um ihre Wohnröhre bauen zu können. Kieferfische nehmen nur Futter an, das im Wasser in der Nähe ihrer Wohnröhre vorbeitreibt. Sinkt das Futter auf den Boden, wird es nicht mehr beachtet. Sie können deshalb nicht mit größeren, ihnen die Nahrung wegschnappenden Fischen vergesellschaftet werden. Der Goldstirn-Brunnenbauer wird in Fischfarmen kommerziell für aquaristische Zwecke gezüchtet.